# سانسور در جمهوری فدرال آلمان
جمهوری فدرال آلمان طبق ماده پنجم قانون اساسی‌اش، آزادی بیان، ابراز عقیده و نظر برای شهروندان اش را تضمین می‌کند. با وجود این، از زمان اشغال توسط متفقین پس از جنگ جهانی دوم، سانسور مطالب مختلفی در اشکال مختلف طبق یک قید محدودکننده در پاراگراف دوم ماده پنجم قانون اساسی، به وقوع پیوسته و همچنان ادامه دارد. طبق شاخص آزادی مطبوعات خبرنگاران بدون مرز آلمان بر حسب آزادی مطبوعات در جهان در رتبه چهاردهم قرار دارد.
در جریان اشغال آلمان توسط متفقین، رسانه‌ها توسط قوای اشغالگر کنترل می‌شد. منطق این سیاست بین قوای اشغالگر به انحای متفاوتی توجیه می‌شد، ولی در بخش‌های زیادی از کشور در محافل ادبی و روزنامه‌نگاری بغضی وجود داشت. تلاش برای انتشار مطالب ناخواسته، به شیوه‌ای یکسویه از سوی نیروهای اشغالگر مانع می‌شد.
از زمان انتشار گروندگزتس (قانون اساسی جمهوری فدرال آلمان)، دو نوع سانسور رسانه در آلمان وجود داشته‌است. اولی چیزی است که تهاجمی یا شرم‌آور شناخته شود؛ چنین رسانه‌هایی در «شاخص» قرار داده می‌شوند و انتشار شان محدود می‌شود و توزیع شان بین خردسالان ممنوع است. دومی چیزی است که ضد قانون اساسی و مضر برای دولت شناخته شود. اصل اساسی آن «اشترایباره دمکراتی» (دمکراسی دفاع‌کننده از خود) است که قانوناً از خیزش همه جنبشهای ضد قانون اساسی و در نتیجه غیردمکراتیک جلوگیری می‌کند.
رسانه‌های درگیر، بی درنگ ممنوع می‌شوند، و مجازات مجرمانه برای تجاوز در نظر گرفته می‌شود. یک نمونه ممنوعیت بیدرنگ محتوای حمایت‌کننده از ناسیونال سوسیالیسم است.

## ناسیونال سوسیالیسم و انکار هولوکاست
حمایتهای آلمان از آزادی بیان و ابراز عقیده با قید و بندهای مختلفی علیه سیاستهای «ضد قانون اساسی» جایگزین شده، که معمولاً (گرچه نه به‌طور انحصاری) به نئو نازیسم اشاره می‌کند.
نئونازیسم آشکارا در آلمان به عنوان غیرقانونی، ممنوع است؛ تأسیس یا عضویت در حزب نازی غیرقانونی است. هر حزبی که ناسیونال سوسیالیست شمرده شود می‌تواند توسط عالی‌ترین دادگاه آلمان بسته شود. همچنین، انتشارات در حمایت از چنین گروه‌هایی به‌طور خودکار در شاخص قرار داده می‌شود، و برخی ممکن است همگی با هم ممنوع شوند.
محتوایی که با ناسیونال سوسیالیسم همدردی و سمپاتی نشان دهند، به هر حال، قدری پیچیده تراند. معمولاً چاپ این محتواها عضویت در یک سازمان ناسیونال سوسیالیستی را شامل نمی‌شود و زین رو مجاز است. این محتواها تقریباً همیشه در شاخص قرار داده می‌شوند.
شاخص همچنین نمادهایی را که قویاً با حزب نازی شناخته می‌شوند (مانند سواستیکا) یا آنهایی که نمادهای مورد استفاده نئونازیها یا نژادپرستی هستند را ممنوع می‌کند.